# Nature (philosophie)
Pour les articles homonymes, voir Nature (homonymie).
La nature (en grec physis / Phusis ; phy- : « croître, pousser, naître » avec le suffixe physis, le résultat de ce processus) est un concept philosophique polysémique qui peut désigner l'univers physique, mais a connu tout au long de son histoire une grande quantité de sens en fonction de questions philosophiques dans lesquelles il était invoqué.
La nature peut être définie comme l'ensemble des caractères qui définissent un être, mais aussi comme le monde matériel d'un point de vue physique, du point de vue de son fonctionnement (un ensemble de lois) ou encore du point de vue organique (la nature naturante, le tout). Cependant, aucune définition consensuelle n'existe, et Aristote en mentionnait déjà au moins quatre, irréductibles les unes aux autres et volontiers contradictoires.
En outre, les conceptions de la nature peuvent différer entre les cultures ainsi qu'au sein d'une même culture : on trouve par exemple des conceptions de la nature assez différentes en Asie.

## Concept

### Interrogation philosophique
La question de la définition de la nature a été l'une des grandes interrogations de la philosophie, la phusis étant l'un des concepts fondamentaux de la philosophie grecque.

Aussi, l'histoire des sciences naturelles montre que l'interaction des êtres vivants entre eux et avec leur milieu a été une préoccupation constante de beaucoup de scientifiques, qui a pris une importance croissante jusqu'à l'avènement d'une écologie plus holistique, dont la naissance peut se situer vers le XVIIIe siècle. Elle illustre la diversité des thèmes étudiés en écologie, et de façon plus générale dans les sciences naturelles.
La notion de nature porte en elle des questions philosophiques, à travers les rapports que l'homme entretient avec le milieu naturel et l'environnement, ses conceptions de la vie sociale, et les multiples sens qu'il est possible d'attribuer au mot nature dans les représentations sociales.
Le mot nature a donc conservé des sens multiples (polysémie). Les préoccupations environnementales actuelles montrent combien il importe d'identifier ces sens et leurs finalités dans chaque contexte particulier : suivant la définition utilisée, le rapport de l'Humanité à la « nature » n'est pas le même, et l'idée de « conservation de la nature » change d'objet, d'objectifs et de méthodes.

### Quatre sens principaux
Dans un article de 2020, Frédéric Ducarme et Denis Couvet reviennent sur les quatre sens principaux du terme « nature », irréductibles les uns aux autres.

#### La nature comme entièreté du monde physique
La nature est souvent définie comme étant l'entièreté du monde physique. Selon André Lalande, l'entièreté du monde naturel peut être défini de manière ou bien scientifique, comme l'ensemble des relations ou de lois qui gouvernent le monde naturel, ou bien métaphysique, comme une totalité organique. Dans ce second cas, la nature est synonyme d'univers ou de cosmos. Cette entièreté du monde physique peut elle-même être assimilée à un Dieu ou à des dieux (panthéisme). Thomas Hobbes commence le Léviathan par cette définition de la nature : « l'art  par  lequel  Dieu  a  fait  le  monde  et  le  gouverne ».
La nature est définie comme entièreté du monde physique avec une perspective scientifique chez Descartes et Bacon : 

« Sachez donc, premièrement, que par la Nature je n'entends point ici quelque Déesse, ou quelque autre sorte de puissance imaginaire, mais que je me sers de ce mot pour signifier la Matière même en tant que je la considère avec toutes les qualités que je lui ai attribuées comprises toutes ensemble, et sous cette condition que Dieu continue de la conserver en la même façon qu'il l'a créée. »

— Descartes, Le Monde ou Traité de la lumière, T. XI, ch. VII, 1664.
Spinoza et de nombreux présocratiques, notamment issus du stoïcisme et de l'épicurisme, mobilisent la deuxième définition.

#### La nature comme part du réel sans intervention humaine
La nature peut être définie comme la part du réel qui « est par elle-même », c'est-à-dire, qui naît, est et subsiste sans intervention d'une volonté ou d'une activité humaine. Elle s'oppose alors à l'artificiel, ce qui est fait par l'art (humain). Cette définition recoupe en partie celle d'Aristote, qui distinguait l'art de l'artifice (cependant pour Aristote une toile d'araignée est aussi « artificielle »). On la retrouve dans la philosophie romantique, notamment chez Rousseau et Marx.
Cette définition a connu une grande postérité, car elle fonde ce qui a été considéré comme un dualisme entre la nature et la culture (voir Dualisme nature-culture (en)). Ce dualisme, qui a aussi été surnommé le « grand partage » par Philippe Descola, oppose d'un côté la nature (sans intention, sans artifice, autonome) à la culture (intentionnelle, artificielle). La « nature » est alors ce qui ne subit pas la mise en forme d'une finalité humaine technique. C'est dans cette optique qu'existent certains produits qualifiés de « naturels » (ou biologiques), leur production n'ayant pas nécessité de produits « inventés » par l'homme (par exemple un aliment sera dit « naturel » lorsqu'il ne contiendra aucun adjuvant de synthèse). Cette distinction sous-entend une séparation entre l'homme et la nature sur le critère de l'intention (sens moral).

#### La nature comme force spécifique qui fait changer le monde
La nature est aussi une force spécifique qui fait advenir et changer le monde. Il s'agit d'une idée dynamique de l'histoire, qu'on retrouve d'abord chez Héraclite, puis Hegel, Nietzsche, Darwin, et dans le courant vitaliste. Elle s'oppose alors à l'inertie, à l'entropie.

« [cette définition] suppose un sens actif et général ; lorsqu’on nomme la nature purement et simplement, on en fait une espèce d’être idéal auquel on a coutume de rapporter, comme cause, tous les effets constants, tous les phénomènes de l’univers. »

— Buffon Histoire Naturelle des oiseaux, Discours sur la nature des oiseaux, 1783.

« J'entends par Nature seulement l'action et le produit agrégés de nombreuses lois naturelles, et par lois la séquence d'événements telle que nous l'avons constatée. »

— Charles Darwin, L'Origine des espèces, 1859.

#### La nature comme l'essence et l'inné
La nature peut être vue comme l'essence, le caractère inné, l'ensemble des propriétés fondamentales d'une chose ou d'un être, cette dernière définition ayant un usage grammatical distinct, fondé sur la locution « nature de » (la nature d'un alliage, d'un bois, etc.). Il s'agit sans doute du sens le plus ancien du grec phusis, tel qu'utilisé par Homère. Il peut aussi s'agir d'un état de référence, que l'on peut éventuellement trouver moralement préférable (idée de « contre-nature »). Cette définition aurait pour antonymes les idées de dénaturation ou de transmutation.

« [cette définition] ne présente qu’un sens passif et particulier, en sorte que lorsqu’on parle de la nature de l’homme, de celle des animaux […] ce mot signifie […] la quantité totale, la somme des qualités dont la nature, prise dans la première acception, a doué l’homme, les animaux… »

— Buffon Histoire Naturelle des oiseaux, Discours sur la nature des oiseaux, 1783.

### Variations culturelles
La notion de nature a énormément évolué entre la phusis distributive des Grecs et la natura collective de l'ère chrétienne. De même, d'importantes variations existent entre les différents bassins culturels (quand cette notion existe), ainsi qu'au sein de ceux-ci.

## Thèses

### Aristote et la thèse de l'immanence: la nature comme principe de croissance et d'exercice des facultés
Si les philosophes présocratiques ont exploré les questions soulevées par la nature, la première grande philosophie de la nature se trouve dans l'œuvre d'Aristote. Le Stagirite la définit d'abord comme l'ensemble des caractères qui définit l'être. La Métaphysique ouvre ainsi sur l'affirmation selon laquelle « tous les hommes désirent par nature savoir ». Le Stagirite donne plusieurs définitions dans sa Métaphysique, lorsqu'il écrit de la nature qu'« il s'agit de la génération de ce qui croît » ; aussi, de « l'élément premier immanent d'où procède ce qui croît » ; le « principe du premier mouvement immanent dans chacun des êtres naturels, en vertu de sa propre essence » ; « l'élément primitif dont est fait ou provient un objet artificiel, c'est-à-dire la substance informe » ; les « éléments des choses naturelles ».
Selon Annick Stevens, la principale définition de la nature qu'Aristote utilise est celle selon laquelle la nature est « le principe immanent qui préside à la croissance et à l'exercice de facultés des choses en lesquelles la nature se trouve par essence ». La nature est alors une puissance orientée vers une fin, c'est-à-dire qu'elle inscrit une finalité dans ce dans quoi elle réside. Aristote fait appel à la cause finale pour affirmer que « la nature ne fait rien en vain ». La fin est propre à l'essence de chaque être. Il ne s'agit toutefois pas d'un finalisme cosmologique absolu, mais bien d'un finalisme limité et localisé : la nature peut échouer, faire des erreurs.
Par voie de conséquence, pour Aristote, l'explication scientifique consiste toujours à découvrir la finalité, ainsi que les trois autres causes, en vertu de la théorie aristotélicienne des quatre causes. Par exemple, si l'eau monte dans un tuyau dont on aspire l'air, c'est parce que « la nature a horreur du vide ». Jan Patočka critiquera l'aristotélisme en écrivant qu'« on peut demander si cette philosophie ne nous offre pas un cas typique d'anthropomorphisme ».
En fait Aristote pense l'action de la nature à partir du travail de l'artisan qui imprime une forme à la matière pour arriver à son but qui est de créer un objet. La différence est que le travail de l'artisan reste extérieur à la matière alors que la nature agit à l'intérieur de la matière :« chaque être naturel a en soi-même un principe de mouvement et de repos ». Mais cette action de la nature est infiniment plus parfaite que celle de l'artisan et de sa technè : « l'homme ne peut produire d'être vivant, ni d'être animé aussi parfait que les êtres de nature ». C'est pourquoi Aristote affirme que « l'art imite la nature ».

### La Bible et la thèse judéo-chrétienne de la Création
Le christianisme a suivi la tradition biblique et judaïque dans sa conception de la nature. Il a procédé à une forme de désacralisation de la nature, qui est, dans le christianisme, associée à celle d’une transcendance divine, extérieure à l'homme. Le mot même de « nature » n'apparaît jamais dans la Bible.
Dans la Genèse, la nature est présentée dans le récit de la Création, comme l'œuvre d'un Dieu créateur :
« Au commencement, Dieu créa les cieux et la terre » (Gn 1. 1).
La Création se poursuit tout au long de « six jours ». Le sixième jour, Dieu crée l'homme et la femme :
« Et Dieu les bénit, et il leur dit : "Soyez féconds, multipliez, remplissez la terre et soumettez-la, et dominez sur les poissons de la mer, sur les oiseaux du ciel et sur tout animal qui se meut sur la terre" » (Gn 1. 28)
La nature est alors présentée comme un accès à l’Écriture sainte..
Saint Augustin, reprenant la tradition philosophique grecque, voit dans les créatures deux types de nature : l'essence (essentia) et la substance (substantia). Pour lui, « même le plus ignorant lit dans le monde ». Les clés d'accès aux Écritures sont alors les quatre sens de l'Écriture.
La littérature allégorique du Moyen Âge faisait appel à plusieurs de ces sens pour l'interprétation des textes. Alain de Lille (1114-1203) écrivit par exemple deux poèmes (Anticlaudianus et De planctu Naturae) dont le principal personnage est « Nature », qui est une figure emblématique des lois du monde créé par Dieu. Il précise que ces poèmes doivent être lus à trois niveaux : au sens littéral (pour l'entendement puéril), au sens moral, ou au sens allégorique. Une autre illustration de ces représentations de la nature se trouve dans la série des tapisseries de La Dame à la licorne, qui est toute chargée d'allégories.
L’idée sous-jacente est que la nature ne fait rien au hasard, mais est soumise à un commandement divin.
Le transcendantalisme, né au XIXe siècle, suit le principe selon lequel la nature est un être divin, apprenant à l'homme la raison et la beauté. Les transcendantalistes trouvent dans la nature une source d'expériences et d'aventures indispensables au développement intellectuel et spirituel de l'Homme.

### Spinoza et la thèse cosmologique: la nature comme Dieu
Spinoza s'oppose aux thèses mécanicistes qui commencent à émerger à son époque. Il soutient que la nature est divinité. Il utilise notamment l'expression Deus sive Natura (« Dieu, c'est-à-dire la Nature »). Dans le Traité théologico-politique et dans l'Éthique, il identifie Dieu à une Nature « nécessaire », divinité infinie et immanente qui fait un avec la nature. La substance universelle se compose ainsi aussi bien du corps que de l'esprit.

### Descartes et la thèse mécaniste: la nature comme ensemble de lois
La conception finaliste de la nature, avancée par Aristote et ayant disposé d'une grande postérité, est contredite sous la modernité par la philosophie mécaniste. Développée au XVIIe siècle par des savants comme Descartes, elle nie toute finalité dans la nature, pour la remplacer par des lois de la nature qui sont des relations nécessaires entre des objets. Miguel Espinoza écrit ainsi que « le mécanisme est le squelette métaphysique de la science ».
La philosophie mécaniste ne considère plus nature comme une puissance orientée vers la perfection et que l'homme devrait imiter, mais comme un univers matériel soumis à des règles. L'homme, par sa raison, peut découvrir ces règles ; alors, il peut se rendre « comme maître et possesseur de la nature » (Discours de la méthode).

## Histoire

### Les physiologues et les premières enquêtes sur la nature
Les physiologues sont des philosophes présocratiques. Ils mènent les premières enquêtes rationnelles au sujet de l'origine du monde. L'école des Éléates, comme les atomistes, soutiennent diverses thèses au sujet de la nature et de son origine. Les premiers considèrent la nature comme éternelle, incréée, et comme une substance incorruptible : il s'agirait donc de Dieu. Les deuxièmes réduisent la nature à des atomes et au hasard de leur dispersion et agrégation.

### Les animistes
Dans l'interprétation des philosophies animistes ou religieuses, la nature est présentée comme manifestant l'équivalent d'une volonté autonome ou d'un sens déterminé. Ainsi, celle-ci se vengera de ce qu'on lui fait de mal, ou au contraire rendra au centuple le bien qu'on lui fait. Certains actes sont considérés comme contre nature. Ces expressions laissent penser que des cultures de l'homme contemporain accordent une valeur particulière à la Nature, d'ordre éthique, d'ordre moral ou d'ordre naturel, qu'il s'y inclue ou non.

### Les physiciens et la science moderne
La postérité d'Aristote est telle que l'idée d'une finalité dans la nature persiste jusqu'à l'apparition de la conception moderne de la science. Le scientifique de la modernité, qui cherche à mettre au jour des lois de la nature, est souvent représenté par Galilée. Avec Galilée et Descartes, en effet, apparaît une nouvelle représentation du monde.
Descartes rejette en effet la conception aristotélicienne de la nature, et renvoie l'existence de Dieu sur un plan purement métaphysique. De fait, le philosophe français ne peut que s'opposer à la philosophie scolastique, qui se fondait sur la preuve ontologique de Dieu pour pouvoir ensuite argumenter et conclure. Valorisant la connaissance de la nature en tant qu'ensemble de règles liant les objets, Descartes écrit : 
« [...] au lieu de cette philosophie spéculative [la scolastique] qu'on enseigne dans les écoles, on en peut trouver une pratique, par laquelle, connoissant la force et les actions du feu, de l'eau, de l'air, des astres, des cieux, et de tous les autres corps qui nous environnent, aussi distinctement que nous connoissons les divers métiers de nos artisans, nous les pourrions employer en même façon à tous les usages auxquels ils sont propres, et ainsi nous rendre comme maîtres et possesseurs de la nature ».
Descartes acte un rapport radicalement nouveau entre l'homme et la nature. La définir de manière nouvelle, comme un ensemble de lois qui relient les objets, oblige en effet une redéfinition du rapport entre le sujet et l'objet. Descartes divise ainsi le monde entre « res extensa » (les choses, donc la nature, passives) et « res cogitans » (l'esprit, donc l'Homme et Dieu, actifs et pourvus d'une intentionnalité).
Le philosophe français s'inscrit ainsi dans un courant de pensée pluriséculaire. Avec l’âge classique au XVIIe siècle, et la naissance de la science moderne, on assiste à l’invention d'une nouvelle représentation de la nature, résultat de la conclusion selon laquelle la nature est gouvernée par une loi universelle, la gravitation. On perçoit une extension des limites du monde connu à d'autres planètes. Le monde s'étend alors au système solaire dont on connaît les « lois » d'évolution qu'il est possible de décrire sous une forme mathématique.
La méthode expérimentale permit de faire progresser la connaissance de l’histoire « naturelle » (i.e. des sciences naturelles). Ce qui a fait dire à Maurice Merleau-Ponty « Ce ne sont pas les découvertes scientifiques qui ont provoqué le changement de l’idée de Nature. C’est le changement de l’idée de Nature qui a permis ces découvertes ». L'époque moderne a aussi inventé la liberté de pensée (cogito ergo sum, dit Descartes), il devient possible de parler publiquement d'athéisme.
L’intervention divine devient alors plus abstraite, confinée au mystère de la foi. Ainsi, certaines formes d'empirisme ne rejettent pas la notion de foi et de religion, au contraire : la méthode expérimentale du physicien et chimiste irlandais Robert Boyle, par exemple, s'appuie sur une foi vécue dans l'expérimentation scientifique.
Mais cette émancipation partielle de l'humanité n'a pas pour autant supprimé toute forme de croyance. Pendant les Lumières, alors que les pratiques religieuses sont souvent perçues comme des superstitions par les philosophes, la conception populaire d'une sacralisation de la nature prit une emphase toute particulière. Ainsi, la croyance en un dieu créateur est très présente à travers le déisme : Voltaire ne croyait-il pas en un dieu créateur, qui aurait abandonné l'humanité à son triste destin ? Cette croyance poussée à l'extrême engendra le culte de la Raison et de l'Être suprême. Il est significatif de constater que dans ce contexte de déchristianisation, parmi les fêtes civiques, c'est la fête de la nature qui aura réellement du succès.

### Modernité et place de l'homme
Lors du Moyen Âge et avec l'arrivée de la pensée industrielle, une hiérarchie entre l'homme et la nature s'impose, l'homme est au-dessus de la nature, jusqu'à arriver à un stade d'opposition à la nature. À présent, avec les progrès scientifiques, il est généralement considéré comme acquis que l'espèce humaine soit parmi d'autres dans la nature. Les sciences et notamment l'écologie montrent que la nature (co-)évolue dans le temps et l'espace, selon des dynamiques complexes, incluant celles de l'évolution des espèces, la sélection naturelle, et que les forces animées ou détournées par l'être humain ou d'autres espèces sont devenues capables de modifier les grands processus naturels planétaires.
La conception de la nature dans de nombreux domaines change du fait de l'évolution des sciences et de la pensée de la nature en philosophie. On observe par exemple une évolution de la sensibilité esthétique. La hiérarchie des genres de la peinture classique, par exemple, accordait peu d'importance au paysage. Celui-ci occupa à partir du XIXe siècle une place beaucoup plus importante. En linguistique, aussi : le mot physique, qui étymologiquement, en grec, signifie la nature dans son ensemble (phusika), changea de sens pour prendre un sens presque exclusivement scientifique. Ce changement de représentation se fit à la faveur d'un changement linguistique majeur : l'apparition du français classique.

## Critique et débats

### Mécanisme et écologie
La philosophie mécaniste a soutenu que les hommes peuvent, par la raison, se rendre « comme maîtres et possesseurs de la nature » dès lors qu'ils connaissent ses lois. Cette conception a toutefois été critiquée comme réduisant la nature à un statut d'objet dont les êtres humains, les sujets, pourraient disposer à leur guise. L'écologie contemporaine s'attaque à ce dualisme en intégrant l'homme lui-même au monde naturel. Michel Serres soutient par exemple que nous devons modifier notre rapport à la nature : il propose dans son livre Le contrat naturel (1990) de considérer la nature comme « un sujet de droit » : « la nature serait ce sujet de droit avec lequel on passerait ce fameux contrat. ».

### Dualisme homme - nature
Dans une perspective similaire à celle de Michel Serres, certains philosophes ont critiqué la tendance des philosophies de la nature de considérer l'homme comme séparé de la nature, alors qu'il en est un produit et un acteur. François Flahault établit une généalogie du dualisme homme - nature, et remonte au dualisme platonicien et chrétien, qui sépare l'âme et le corps. Il propose de s'en affranchir en prenant conscience que l'homme fait intégralement partie de la nature. Il nous faut « reconnaître à qui et à quoi nous devons la vie - et le verbe "devoir", ici, nous oriente vers la gratitude et le soin, nous invite à cultiver des relations d'affiliation, à assumer des responsabilités et des devoirs -. »